# ديفيد إل. روز
ديفيد إل. روز (بالإنجليزية: David L. Rose) هو فيزيائي أمريكي، ولد في 19 فبراير 1967 في تشابل هيل في الولايات المتحدة.